# Berkenye, Nógrád
Berkenye (în germană Berkina) este un sat în districtul Rétság, județul Nógrád, Ungaria, având o populație de 629 de locuitori (2011).

## Demografie
Componența etnică a satului Berkenye
     Maghiari (81,03%)
     Germani (18,97%)
Componența confesională a satului Berkenye
     Romano-catolici (74,24%)
     Fără religie (9,86%)
     Reformați (3,82%)
     Luterani (1,75%)
     Necunoscută (8,9%)
     Alte religii (3,66%)
Conform recensământului din 2011, satul Berkenye avea 629 de locuitori. Din punct de vedere etnic, majoritatea locuitorilor (81,03%) erau maghiari, cu o minoritate de germani (18,97%).  Din punct de vedere confesional, majoritatea locuitorilor (74,24%) erau romano-catolici, existând și minorități de persoane fără religie (9,86%), reformați (3,82%) și luterani (1,75%). Pentru 8,9% din locuitori nu este cunoscută apartenența confesională.